# بورخا غارسيا سانتاماريا
بورخا غارسيا سانتاماريا (بالإسبانية: Borja García Santamaría)‏ هو لاعب كرة قدم إسباني في مركز الدفاع، ولد في 7 يناير 1990 في لاريدو في إسبانيا. شارك مع منتخب إسبانيا تحت 16 سنة لكرة القدم ومنتخب إسبانيا تحت 19 سنة لكرة القدم. أما مع النوادي، فقد لعب مع راسينغ سانتاندير ونادي أونتينيينت.

## وصلات خارجية
- بورخا غارسيا سانتاماريا على موقع قاعدة بيانات كرة القدم.إي يو (الإنجليزية)
- بورخا غارسيا سانتاماريا على موقع Soccerway.com (الإنجليزية)
- بورخا غارسيا سانتاماريا على موقع AS.com (الإسبانية)